# Danh sách mã ICD-9
Sau đây là danh sách mã cho Phân loại thống kê quốc tế về các bệnh tật và vấn đề sức khỏe liên quan.
- Danh sách mã ICD-9 001–139: bệnh truyền nhiễm và ký sinh trùng
- Danh sách mã ICD-9 140–239: tân sinh
- Danh sách mã ICD-9 240–279: bệnh nội tiết, dinh dưỡng và chuyển hóa, và rối loạn miễn dịch
- Danh sách mã ICD-9 280–289: bệnh về máu và các cơ quan tạo máu
- Danh sách mã ICD-9 290–319: rối loạn tâm thần
- Danh sách mã ICD-9 320–389: bệnh về hệ thần kinh và cơ quan cảm giác
- Danh sách mã ICD-9 390–459: bệnh về hệ tuần hoàn
- Danh sách mã ICD-9 460–519: bệnh về hệ hô hấp
- Danh sách mã ICD-9 520–579: bệnh về hệ tiêu hóa
- Danh sách mã ICD-9 580–629: bệnh về hệ thống sinh dục
- Danh sách mã ICD-9 630–679: các biến chứng của thai kỳ, sinh nở và hoa đỗ quyên
- Danh sách mã ICD-9 680–709: bệnh về da và mô dưới da
- Danh sách mã ICD-9 710–739: bệnh về hệ thống cơ xương và mô liên kết
- Danh sách mã ICD-9 740–759: dị tật bẩm sinh
- Danh sách mã ICD-9 760–779: điều kiện nhất định bắt nguồn từ thời kỳ chu sinh
- Danh sách mã ICD-9 780–799: triệu chứng, dấu hiệu và điều kiện không xác định
- Danh sách mã ICD-9 800–999: chấn thương và ngộ độc
- Danh sách mã ICD-9 mã E và V: nguyên nhân bên ngoài của chấn thương và phân loại bổ sung